# Liste der Bodendenkmäler in Ergolding
ǍǍAuf dieser Seite sind die Bodendenkmäler in dem niederbayerischen Markt Ergolding zusammengestellt. Diese Tabelle ist eine Teilliste der Liste der Bodendenkmäler in Bayern. Grundlage ist die Bayerische Denkmalliste, die auf Basis des Bayerischen Denkmalschutzgesetzes vom 1. Oktober 1973 erstmals erstellt wurde und seither durch das Bayerische Landesamt für Denkmalpflege geführt wird. Die folgenden Angaben ersetzen nicht die rechtsverbindliche Auskunft der Denkmalschutzbehörde.

## Bodendenkmäler in Ergolding
| Lage       | Objekt | Akten-Nr.     | Bild |
| ---------- | --- | ------------- | ---- |
| (Standort) | Grabhügel vorgeschichtlicher Zeitstellung. | D-2-7338-0001 |      |
| (Standort) | Grabhügel vorgeschichtlicher Zeitstellung. | D-2-7338-0002 |      |
| (Standort) | Frühmittelalterlicher Ringwall „Burgstall“. | D-2-7338-0003 |      |
| (Standort) | Grabhügel vorgeschichtlicher Zeitstellung. | D-2-7338-0004 |      |
| (Standort) | Verebneter Grabhügel vorgeschichtlicher Zeitstellung. | D-2-7338-0005 |      |
| (Standort) | Verebneter Grabhügel vorgeschichtlicher Zeitstellung und Siedlung des Neolithikums. | D-2-7338-0006 |      |
| (Standort) | Grabhügel vorgeschichtlicher Zeitstellung. | D-2-7338-0007 |      |
| (Standort) | Verebneter Grabhügel vorgeschichtlicher Zeitstellung. | D-2-7338-0008 |      |
| (Standort) | Frühmittelalterliche Reihengräber. | D-2-7338-0010 |      |
| (Standort) | Siedlung der Linearbandkeramik, des Spätneolithikums und der (späten) Latènezeit. | D-2-7338-0011 |      |
| (Standort) | Siedlung des Neolithikums, u. a. der Linearbandkeramik, der Gruppe Oberlauterbach sowie der Münchshöfener Gruppe. | D-2-7338-0012 |      |
| (Standort) | Siedlung der Linearbandkeramik, der Münchshöfener Gruppe und der späten Latènezeit. | D-2-7338-0013 |      |
| (Standort) | Verebnetes Grabenwerk vor- und frühgeschichtlicher Zeitstellung, Siedlung der Linearbandkeramik. | D-2-7338-0014 |      |
| (Standort) | Siedlung vor- und frühgeschichtlicher Zeitstellung. | D-2-7338-0015 |      |
| (Standort) | Siedlung vor- und frühgeschichtlicher Zeitstellung. | D-2-7338-0016 |      |
| (Standort) | Siedlung vor- und frühgeschichtlicher Zeitstellung. | D-2-7338-0017 |      |
| (Standort) | Siedlung der Gruppe Oberlauterbach. | D-2-7338-0019 |      |
| (Standort) | Siedlung vor- und frühgeschichtlicher Zeitstellung. | D-2-7338-0020 |      |
| (Standort) | Siedlung vor- und frühgeschichtlicher Zeitstellung. | D-2-7338-0129 |      |
| (Standort) | Untertägige mittelalterliche und frühneuzeitliche Befunde im Bereich der katholischen Pfarrkirche Mariä Himmelfahrt in Oberglaim mit Friedhof und Kapelle, darunter die Spuren von Vorgängerbauten bzw. älterer Bauphasen. | D-2-7338-0145 |      |
| (Standort) | Siedlung der mittleren Bronzezeit. | D-2-7438-0219 |      |
| (Standort) | Vorgeschichtliche Siedlung, u. a. des Mittelneolithikums, der Altheimer Gruppe, der Bronze-, Urnenfelder- und Hallstattzeit. Bestattungsplatz der älteren Urnenfelderzeit. | D-2-7438-0221 |      |
| (Standort) | Siedlung der Urnenfelderzeit und der mittleren römischen Kaiserzeit. | D-2-7438-0224 |      |
| (Standort) | Siedlung der Glockenbecherkultur. | D-2-7438-0227 |      |
| (Standort) | Siedlung der Latènezeit. | D-2-7438-0232 |      |
| (Standort) | Siedlung der Linearbandkeramik und der Latènezeit. | D-2-7438-0233 |      |
| (Standort) | Verebnete Viereckschanze der späten Latènezeit. Siedlung und Brandgräber der Urnenfelderzeit sowie Siedlung der Latènezeit. | D-2-7438-0234 |      |
| (Standort) | Siedlung des Neolithikums, u. a. der Linearbandkeramik und des Mittelneolithikums (Stichbandkeramik/Gruppe Oberlauterbach), der Münchshöfener Gruppe, der Bronzezeit u. a. der frühen und mittleren Bronzezeit, der Urnenfelder-, Hallstatt- und Latènezeit, allgemein der Metallzeiten sowie des Mittelalters und der frühen Neuzeit. Befestigung der Karolingerzeit. Bestattungsplatz vor- und frühgeschichtlicher Zeitstellung. | D-2-7438-0237 |      |
| (Standort) | Siedlung des Neolithikums, u. a. der Linear- und Stichbandkeramik, der Münchshöfener und Altheimer Gruppe, der frühen und mittleren Bronzezeit, der Hallstatt-, Urnenfelder- und Latènezeit, allgemein der Metallzeiten, der römischen Kaiserzeit sowie des Mittelalters und der frühen Neuzeit. | D-2-7438-0238 |      |
| (Standort) | Vorgeschichtliche Siedlung, u. a. der Münchshöfener Gruppe. | D-2-7438-0239 |      |
| (Standort) | Siedlung der Hallstatt- und der späten Latènezeit. | D-2-7438-0241 |      |
| (Standort) | Siedlung vorgeschichtlicher Zeitstellung. | D-2-7438-0242 |      |
| (Standort) | Siedlung der späten Bronzezeit. | D-2-7438-0245 |      |
| (Standort) | Siedlung der Altheimer Gruppe. | D-2-7438-0246 |      |
| (Standort) | Siedlung vor- und frühgeschichtlicher Zeitstellung. | D-2-7438-0249 |      |
| (Standort) | Siedlung vor- und frühgeschichtlicher Zeitstellung. | D-2-7438-0251 |      |
| (Standort) | Siedlung vor- und frühgeschichtlicher Zeitstellung. | D-2-7438-0252 |      |
| (Standort) | Siedlung vor- und frühgeschichtlicher Zeitstellung. | D-2-7438-0253 |      |
| (Standort) | Siedlung der römischen Kaiserzeit. | D-2-7438-0254 |      |
| (Standort) | Befestigte Siedlung der Chamer Gruppe, Grabenwerke der Hallstattzeit sowie vorgeschichtlicher Zeitstellung, Siedlung des Mittelneolithikums (Gruppe Oberlauterbach), der Altheimer Gruppe, der Urnenfelderzeit und der späten Latènezeit. | D-2-7438-0271 |      |
| (Standort) | Vorgeschichtliche Siedlung, u. a. der Münchshöfener Gruppe sowie der frühen Latènezeit. | D-2-7438-0273 |      |
| (Standort) | Siedlung der Stichbandkeramik/Gruppe Oberlauterbach und der Münchshöfener Gruppe. | D-2-7438-0274 |      |
| (Standort) | Siedlung der Münchshöfener und Chamer Gruppe. | D-2-7438-0275 |      |
| (Standort) | Siedlung neolithischer Zeitstellung, u. a. der Stichbandkeramik. | D-2-7438-0276 |      |
| (Standort) | Siedlung des Neolithikums, u. a. der Münchshöfener Gruppe, der (mittleren) Bronzezeit, der Urnenfelder- und Latènezeit. | D-2-7438-0277 |      |
| (Standort) | Siedlung vor- und frühgeschichtlicher Zeitstellung. | D-2-7438-0280 |      |
| (Standort) | Siedlung vor- und frühgeschichtlicher Zeitstellung. | D-2-7438-0281 |      |
| (Standort) | Siedlung neolithischer Zeitstellung, u. a. des Mittelneolithikums und der Münchshöfener Gruppe, verebnetes Grabenwerk vor- und frühgeschichtlicher Zeitstellung. | D-2-7438-0282 |      |
| (Standort) | Siedlung vor- und frühgeschichtlicher Zeitstellung. | D-2-7438-0283 |      |
| (Standort) | Verebnetes viereckiges Grabenwerk vor- und frühgeschichtlicher Zeitstellung, wohl verebnete Viereckschanze der späten Latènezeit, sowie Siedlung vor- und frühgeschichtlicher Zeitstellung. | D-2-7438-0286 |      |
| (Standort) | Siedlung vor- und frühgeschichtlicher Zeitstellung. | D-2-7438-0288 |      |
| (Standort) | Mittelalterliche und neuzeitliche Vorgängerbauten sowie untertägige mittelalterliche und neuzeitliche Befunde im Bereich der katholischen Kirche St. Peter und Paul in Ergolding mit Friedhof und Seelenhaus. | D-2-7438-0361 |      |
| (Standort) | Untertägige mittelalterliche und frühneuzeitliche Befunde im Bereich der katholischen Pfarrkirche Mariä Heimsuchung in Ergolding mit Friedhof, darunter Spuren von Vorgängerbauten bzw. älteren Bauphasen. | D-2-7438-0362 |      |
| (Standort) | Untertägige frühneuzeitliche und wohl mittelalterliche Befunde im Bereich der abgegangenen Kirche mit Friedhof in Pfarrkofen. | D-2-7438-0403 |      |
| (Standort) | Untertägige mittelalterliche und frühneuzeitliche Befunde im Bereich der katholischen Kirche St. Pankratius mit ummauertem Friedhof in Unterglaim, darunter Spuren von Vorgängerbauten bzw. älteren Bauphasen. | D-2-7438-0405 |      |
| (Standort) | Siedlung des Neolithikums, u. a. der Linearbandkeramik, des Mittelneolithikums (Stichbandkeramik/Gruppe Oberlauterbach), der Münchshöfener und der Altheimer Gruppe, der mittleren Bronzezeit, der Bronze- oder Urnenfelderzeit, der Urnenfelderzeit, der Späthallstatt- bzw. Frühlatènezeit, der Latènezeit und des Mittelalters. Verebnete Grabhügel der Hallstattzeit. | D-2-7438-0406 |      |
| (Standort) | Siedlung des Neolithikums, u. a. der Linearbandkeramik mit Grabenanlage, des Mittelneolithikums (Stichbandkeramik/Gruppe Oberlauterbach), der Münchshöfener Gruppe, der Altheimer Gruppe mit verebnetem Grabenwerk, wohl der Pollinger Gruppe, der Mondsee und der Chamer Gruppe, allgemein der Metallzeiten u. a. der frühen und mittleren Bronzezeit, der Urnenfelder- und Hallstattzeit, der frühen, mittleren und späten Latènezeit, der römischen Kaiserzeit sowie des Mittelalters und der frühen Neuzeit. Bestattungsplatz vor- und frühgeschichtlicher Zeitstellung sowie wohl der mittleren römischen Kaiserzeit.                       | D-2-7438-0407 |      |
| (Standort) | Siedlung vor- und frühgeschichtlicher Zeitstellung. | D-2-7438-0408 |      |
| (Standort) | Verebneter Grabhügel vorgeschichtlicher Zeitstellung. | D-2-7438-0409 |      |
| (Standort) | Feuchtbodensiedlung der Altheimer Gruppe und der Karolingerzeit. | D-2-7438-0410 |      |
| (Standort) | Siedlung des frühen und späten Mittelalters sowie Körpergräber des frühen Mittelalters. | D-2-7438-0413 |      |
| (Standort) | Siedlung vor- und frühgeschichtlicher Zeitstellung. | D-2-7438-0440 |      |
| (Standort) | Vor- oder frühgeschichtlicher Ringwall, Siedlung des Neolithikums, u. a. wohl der Münchshöfener Gruppe, der römischen Kaiserzeit und des Mittelalters. | D-2-7439-0120 |      |
| (Standort) | Burgstall des Mittelalters. | D-2-7439-0121 |      |
| (Standort) | Frühmittelalterliche Reihengräber und Siedlung des Mittelalters. | D-2-7439-0130 |      |
| (Standort) | Siedlung vorgeschichtlicher Zeitstellung, u. a. des Neolithikums, darunter des Jungneolithikums, vermutlich der Altheimer Gruppe, der Bronze-, Urnenfelder-, Hallstatt- und Latènezeit, der römischen Kaiserzeit und des frühen Mittelalters. Bestattungsplatz der mittleren römischen Kaiserzeit. | D-2-7439-0134 |      |
| (Standort) | Siedlung vorgeschichtlicher Zeitstellung, u. a. der Glockenbecherkultur und der Urnenfelderzeit. | D-2-7439-0140 |      |
| (Standort) | Siedlung der Bronze- und Latènezeit. | D-2-7439-0141 |      |
| (Standort) | Siedlung der Latènezeit, der römischen Kaiserzeit und des frühen Mittelalters. Bestattungsplatz vor- und frühgeschichtlicher Zeitstellung, u. a. der Urnenfelder- und Hallstattzeit, verebnete Kreisgräben der Bronzezeit und Grabenwerk der römischen Kaiserzeit. | D-2-7439-0147 |      |
| (Standort) | Verebnete Grabhügel mit Kreisgräben sowie Siedlung vor- und frühgeschichtlicher Zeitstellung. | D-2-7439-0148 |      |
| (Standort) | Verebneter vorgeschichtlicher Grabhügel mit Kreisgraben. | D-2-7439-0150 |      |
| (Standort) | Siedlung vor- und frühgeschichtlicher Zeitstellung, u. a. des frühen Mittelalters. | D-2-7439-0152 |      |
| (Standort) | Siedlung vor- und frühgeschichtlicher Zeitstellung. | D-2-7439-0153 |      |
| (Standort) | Siedlung vor- und frühgeschichtlicher Zeitstellung. | D-2-7439-0154 |      |
| (Standort) | Untertägige frühneuzeitliche Befunde im Bereich des Schlosses von Piflas (Sitz Bruck) mit Schlosskapelle. | D-2-7439-0256 |      |
| (Standort) | Villa rustica der mittleren römischen Kaiserzeit mit Steingebäuden, Siedlung der Stichbandkeramik/Gruppe Oberlauterbach, der Münchshöfener und Altheimer Gruppe, Bestattungsplatz der Glockenbecherkultur, Siedlung der Bronzezeit, der Urnenfelderzeit, der Hallstattzeit, der Latènezeit, der römischen Kaiserzeit und des frühen Mittelalters. | D-2-7439-0257 |      |
| (Standort) | Verebnetes viereckiges Grabenwerk mit zwei Gräben wohl der Hallstattzeit, verebnetes viereckiges Grabenwerk und Körpergräber vor- und frühgeschichtlicher Zeitstellung. Siedlung des Neolithikums, u. a. der Linear- und Stichbandkeramik/Gruppe Oberlauterbach, der frühen, mittleren und späten Bronzezeit, der Urnenfelder- und Hallstattzeit, der Späthallstatt-/Frühlatènezeit, der frühen und späten Latènezeit, der römischen Kaiserzeit, des frühen und späten Mittelalters, der Neuzeit sowie vor- und frühgeschichtlicher Zeitstellung. Gräber der Urnenfelderzeit und vermutlich der späten Latènezeit sowie des frühen Mittelalters. | D-2-7439-0259 |      |
| (Standort) | Siedlung vor- und frühgeschichtlicher Zeitstellung. | D-2-7439-0260 |      |
| (Standort) | Siedlung vor- und frühgeschichtlicher Zeitstellung. | D-2-7439-0261 |      |